# Kaijansaari (ö i Mellersta Finland, Jyväskylä)
Kaijansaari är en ö i Finland. Den ligger i sjön Päijänne och i kommunen Jyväskylä i den ekonomiska regionen  Jyväskylä ekonomiska region  och landskapet Mellersta Finland, i den södra delen av landet, 220 km norr om huvudstaden Helsingfors. Öns area är 71,9 hektar och dess största längd är 1,6 kilometer i öst-västlig riktning.